# Acrotomodes grisea
Acrotomodes grisea là một loài bướm đêm trong họ Geometridae.